# Szwarcenowo
Szwarcenowo (niem. Schwarzenau) – wieś w Polsce położona w województwie warmińsko-mazurskim, w powiecie nowomiejskim, w gminie Biskupiec, nad jeziorem Trupel.
W okresie międzywojennym w miejscowości stacjonowała placówka Straży Celnej „Szwarcenowo” a następnie placówka Straży Granicznej I linii „Szwarcenowo”.
W latach 1975–1998 miejscowość administracyjnie należała do województwa toruńskiego.
We wsi drewniany kościół z 1721 z trójbocznie zamkniętym prezbiterium i wysokim dachem dwuspadowym i wieżą. Ołtarz i ambona z XVIII w.
Wieś była siedzibą gromady Szwarcenowo.